# Silignea albopunctada
Silignea albopunctada là một loài bướm đêm trong họ Noctuidae.